# 海洋奇緣2
是一部2024年美國電腦動畫音樂冒險電影，由華特迪士尼動畫工作室製作、華特迪士尼影業所發行，小大衛·德瑞克、傑森·漢德和達納·勒杜·米勒執導。本片是第63部迪士尼經典動畫長片。主要配音員包含奧莉伊·卡拉瓦爾侯、巨石強森、泰姆拉·莫里森、妮可·舒辛格、卡麗熙·蘭伯特-津田、蘿絲·瑪塔費歐、大衛·法恩、華拉萊·鐘、瑞秋·豪斯、阿維邁·弗雷澤、傑拉德·拉姆齊與艾倫·圖克。
《海洋奇緣2》由華特迪士尼工作室電影排定2024年11月27日於美國上映。電影獲得正面為主的評價，多數正面評論讚揚動畫視覺效果、配樂、聲演人員的表現、家庭娛樂價值，盡管有部分評論家認為在敘事方面略較前作薄弱。同时，电影获得了第82届金球奖长篇动画奖提名。

## 劇情
歸還塔菲緹之心的三年後，莫娜花費許多時間航海探索家鄉莫圖努伊周圍的島嶼，試圖聯繫四散的族人們，她還多了一位妹妹希梅亞。在某次祖先顯現的幻象中，莫娜的祖先 陶泰·瓦薩揭示了族群分散的緣由：心懷權謀的風暴之神纳罗為求掌控凡人的力量，以自身神力將連結所有島嶼的傳說之島「莫圖菲圖（Motufetu）」擊沉大海，倘若莫娜未能找到重新支持莫圖菲圖的方法，莫圖努伊族人將面臨滅絕的危機。莫娜組建自己的團隊再次揚帆出航，這其中包含了聰明的手工藝專家蘿托、歷史學家兼毛伊的粉絲莫尼、脾氣欠佳的年長農民科科、莫那的寵物豬Pua和雞憨憨。
在莫娜的團隊啟程的期間，毛伊因與纳罗發生爭執而正在尋找莫圖菲圖，但他被納洛的執法者馬唐吉擒捕。毛伊擔心莫娜若是前來幫忙將會被捲入危機，不願意連繫莫娜。莫娜等人被先前遭遇的海盜部落「卡卡莫拉」逮個正著，後者透露纳罗針對莫圖菲圖的行動導致他們與家鄉的島嶼失去聯繫，後來卡卡莫拉的一名成員科圖幫助船員們麻痺了一隻巨大的蛤蜊，裡面是馬唐吉的棲身處。當船員們找到毛伊時，莫娜遇到了馬唐吉，在對談中得知她不樂意幫助纳罗。她幫助莫娜逃脫並與毛伊和她的朋友們團聚，然後將他們送到纳罗所在的地方。
莫娜等人和毛伊會合後，毛伊說明纳罗所在的領域遠比凡人領域更致命，與他戰鬥對凡人而言必死無疑。這時候纳罗旗下的怪物伏擊了一行人，損壞了他們的木筏，衝擊將他們衝到了一座孤島上的岸上。感到絕望的莫娜受毛伊鼓勵她繼續前進，她振作之餘和一行人策畫讓毛利恢復神力，藉此讓莫娜觸及莫圖菲圖，因為這是恢復莫圖菲圖並阻止納洛的唯一方法。團隊的成員們修復了受損的木筏，但當他們冒險去對抗納羅時，他們遇到了一場巨大的風暴。
莫娜意識到納羅試圖阻止人類打破詛咒，要求毛伊舉起島嶼，讓她能夠觸摸它。當毛伊開始用他的巨大鉤子拉起島嶼時，納羅用一道閃電剝奪了毛伊島的半神力量。莫娜在絕望之際潛入大海，觸及沉入水下的島嶼。正當莫娜成功時，卻被納羅的閃電一擊斃命。毛伊跳進海裡尋獲莫娜的遺體後，用魔法聖歌召喚了包含陶泰·瓦薩和莫娜的祖母在內的祖先靈魂，幫助莫娜復活為半神，重生為半神的莫娜獲得了尋路者的紋身，毛伊也恢復了半神的力量，最終一行人終於如願讓莫圖菲圖恢復，並幫助莫娜重新將人們與海洋聯繫起來。
冒險結束後，莫娜等人率領一支由海洋人民組成的船隊返回莫圖努伊，莫圖努伊的島民迎接莫娜等人的歸來，舉行盛大的慶祝活動。在片尾彩蛋中，納羅計劃復仇，並準備懲罰幫助莫娜的馬唐吉，這時巨蟹塔馬托亞到來加入他的行列。

## 配音員
| 配音                   | 配音                  | 配音                  | 配音                  | 角色          |
| 美國                   | 台灣                  | 香港                  | 中国大陆              | 角色          |
| ---------------------- | --------------------- | --------------------- | --------------------- | ------------- |
| 奧莉伊·卡拉瓦爾侯      | Makav 真愛            | 吳倩怡                | 刘美麟                | 莫娜          |
| 巨石強森               | Matzka                | 張繼聰                | 冯盛 刘世超（配唱）   | 毛伊          |
| 泰姆拉·莫里森          | 夏治世                | 高翰文                | 藤新 张若冰（配唱）   | 圖伊（Tui）      |
| 妮可·舒辛格            | 龍顯蕙                | 邵美君                | 伍凤春 于洋（配唱）   | 賽娜（Sina）      |
| 卡麗熙·蘭伯特-津田（Khaleesi Lambert-Tsuda） | 冷姮熹                | 張靖                  | 丁羲和                | 茜美雅（Simea）    |
| 蘿絲·瑪塔費歐          | 穆宣名 劉軒蓁（配唱） | 張彩虹 黃鈺筠（配唱） | 阎么么 崔怡静（配唱） | 樂淘（Loto）      |
| 大衛·法恩              | 夏治世 謝文德（配唱） | 李忠強                | 高增志                | 克勒（Kele）      |
| 華拉萊·鐘（）          | 張至超 黃欣偉（配唱） | 郭鑑賢 張可永（配唱） | 尹立泽 周墨涵（配唱） | 莫尼（Moni）      |
| 瑞秋·豪斯              | 崔幗夫                | 練玉儀                | 刘芊含 李琪（配唱）   | 塔拉（Tala）      |
| 阿維邁·弗雷澤（）      | ABAO 阿爆（阿仍仍）   | 莫家欣 葉蘊蓉（配唱） | 常蓉姗 丁爽（配唱）   | 瑪妲已（Matangi）    |
| 傑拉德·拉姆齊（Gerald Ramsey）      | 王辰驊                | 鄧燦陽                | 吴凌云                | 陶泰·瓦薩（Tautai Vasa） |
| 艾倫·圖克              |                       |                       |                       | 嘻嘻（Heihei）      |
| 托菲加·费普莱亚（Tofiga Fepulea'i）    | 林谷珍                | 姚翰君                | 巴赫                  | 拿魯（Nalo）      |

## 製作
2020年12月10日，華特迪士尼動畫工作室創意總監珍妮佛·李宣布，迪士尼正在為Disney+開發一部基於2016年同名電影的音樂影集《Moana》。2021年8月4日，據消息透露奧斯娜特·舒爾將回歸擔任製片人。2022年1月21日，宣布影集由《海洋奇緣》的分鏡藝術家大衛·G·德瑞克（David Derrick Jr.）執導，這使他成為第一位迪士尼動畫的薩摩亞導演。2024年2月7日，迪士尼正式宣布將該影集計劃改成電影，艾碧·巴洛、艾蜜莉·貝爾、奧佩塔亞·福和馬克·曼奇納編曲，並預定於2024年11月27日於美國上映。

## 音樂
曾於前作負責配樂的馬克·曼奇納和奧佩塔亞·福回歸擔任配樂製作，而歌曲創作則由「Barlow & Bear」的艾碧·巴洛和艾蜜莉·貝爾接手，取代了首部電影中的林-曼努爾·米蘭達。
2024年11月7日，迪士尼公布了完整曲目清單，其中包括克拉瓦洛演唱的首支單曲〈Beyond〉。這首歌被視為原作主題曲〈海洋之心〉的精神續作。11月11日，巨石強森公開了他的歌曲〈Can I Get a Chee Hoo?〉，旋律風格延續了毛伊的原創歌曲〈You're Welcome〉。電影的原聲音樂專輯則於於11月22日正式發行。
| 海洋奇緣2：原聲帶 | 海洋奇緣2：原聲帶                    | 海洋奇緣2：原聲帶             | 海洋奇緣2：原聲帶 | 海洋奇緣2：原聲帶 |
| 曲序              | 曲目                                 | 词曲                          | 演出者 | 时长              |
| ----------------- | ------------------------------------ | ----------------------------- | --- | ----------------- |
| 1.                | Tulou Tagaloa（Sei e Va'ai Mai）     | 奧佩塔亞·福                   | 奧佩塔亞·福、Te Vaka | 1:07              |
| 2.                | We're Back                           | 艾碧·巴洛、艾蜜莉·貝爾, Foa'i | 奧莉伊·卡拉瓦爾侯、Villagers of Motunui                                                                                              | 3:12              |
| 3.                | Tuputupu（The Feast）                | 馬塔蒂亞·福伊                 | Te Vaka | 0:35              |
| 4.                | Beyond                               | Barlow & Bear, Foa'i          | 奧莉伊·卡拉瓦爾侯 feat.瑞秋·豪斯 | 3:50              |
| 5.                | My Wish For You（Innocent Warrior）  | Foa'i                         | 奧佩塔亞·福、蘇拉塔·陳佛-阿米亞圖（Sulata Foai-Amiatu）、馬塔蒂亞·福艾（Matatia Foai）、馬修·伊內利奧（Matthew Ineleo）、奧佩塔亞·福 | 0:53              |
| 6.                | Finding The Way                      | Foa'i、馬克·曼奇納            | 奧佩塔亞·福、Te Vaka | 1:29              |
| 7.                | What Could Be Better Than This?      | Barlow & Bear                 | 奧莉伊·卡拉瓦爾侯、胡阿拉萊·鍾（Hualālai Chung）、蘿絲·瑪塔費歐、大衛·法恩                                                           | 2:59              |
| 8.                | Get Lost                             | Barlow & Bear                 | 阿維邁·弗雷澤（Awhimai Fraser） | 3:05              |
| 9.                | Can I Get A Chee Hoo?                | Barlow & Bear                 | 巨石強森 | 2:50              |
| 10.               | Mana Vavau                           | Foa'i                         | 巨石強森、奧佩塔亞·福、瑞秋·豪斯 | 1:31              |
| 11.               | Beyond（Reprise）                    | Barlow & Bear、Foa'i          | 奧莉伊·卡拉瓦爾侯 | 0:53              |
| 12.               | Nuku O Kaiga                         |                               | Te Vaka | 1:10              |
| 13.               | Finding The Way（Reprise）           | Foa'i、Mancina                | Te Vaka | 1:09              |
| 14.               | We Know The Way（Te Fenua te Malie） | Foa'i、林-曼努爾·米蘭達       | 奧莉伊·卡拉瓦爾侯、奧利維亞·福伊、奧佩塔亞·福、Te Vaka                                                                               | 1:28              |
| 15.               | Beyond（End Credit Version）         | Barlow & Bear、Foa'i          | 奧莉伊·卡拉瓦爾侯 feat. Te Vaka | 3:16              |
| 16.               | We're Back（Te Vaka Version）        | Barlow & Bear、Foa'i          | 奧利維亞·福伊、蘇拉塔·陳佛-阿米亞圖、Te Vaka                                                                                         | 3:11              |
| 总时长：          | 总时长：                             | 总时长：                      | 总时长： | 32:38             |

## 發行
《海洋奇緣2》由華特迪士尼工作室電影排定2024年11月27日於美國上映。

### 行銷
《海洋奇緣2》電影的首支預告片於2024年5月29日發布，此前已於4月份的CinemaCon活動中首次亮相。該預告片在發佈後的24小時內，在各平台累積觀看次數超過1.78億次，創下迪士尼動畫電影歷史上觀看次數最多的預告片新紀錄。此前的紀錄由《冰雪奇緣2》和《腦筋急轉彎2》保持，此外，2024年6月14日，影片的部分片段在安錫國際動畫影展上進行了特別放映。
2024年8月9日，奧莉伊·卡拉瓦爾侯和巨石強森於加利福尼亞州阿納海姆舉辦的2024年D23博覽會亮相，兩人參加迪士尼娛樂展示會以宣傳電影，並推出了全新的預告片，該預告片隨後於網上發布。在此次展示會上，卡拉瓦爾侯演唱了電影中的全新原創歌曲《We're Back》並由波利尼西亞舞者伴舞。同時，強森宣布他將與迪士尼合作製作一部全新的真人版怪物卡車電影。

### 在地化
與第一部電影相同，《海洋奇緣2》在部分歐洲國家上映時，因商標衝突而將片名及主角名字更改為《Vaiana》。
本次續集將推出四種波利尼西亚语言的特別配音版本，包括夏威夷語、毛利語、大溪地語和薩摩亞語。其中，夏威夷語、毛利語和大溪地語此前已為第一部電影配音，而薩摩亞語則是為該系列的首次配音版本。克拉瓦霍將再次為夏威夷語版獻聲。；同時多位演員將回歸毛利語配音版本。毛利語版本採用吉斯伯恩方言，並由特威迪·瓦伊提蒂擔任導演和製作人。
至此，已有六部電影推出了毛利語配音版本，而《海洋奇緣2》將成為首部在紐西蘭以英語和毛利語同步上映的電影。這也是迪士尼歷史上第三次實現本土語言版本與標準語言版本同步發行。 首次為2016年《海洋奇緣》的大溪地語版本在法屬波利尼西亞上映。第二次則是2019年《冰雪奇緣2》的薩米語版本在芬蘭、挪威和瑞典上映。

## 反響

### 票房
據《Deadline Hollywood》報導，《海洋奇緣2》預計在美國和加拿大的感恩節五天假期期間，創下1.05億至1.15億美元的票房，成為該檔期內票房最高的開畫影片（原纪录保持者为2013年上映的《冰雪奇缘》），以及首周末票房最高的开画影片（原纪录保持者为2023年上映的《超級瑪利歐兄弟電影版》）。
| 上一届： 《魔法壞女巫》 | 2024年美國週末票房冠軍 第48-50週 | 下一届： 《音速小子3》      |
| 上一届： 《魔法壞女巫》 | 2024年台北週末票房冠軍 第48-50週 | 下一届： 《獅子王：木法沙》 |
| 上一届： 《魔法壞女巫》 | 2024年韓國週末票房冠軍 第48-49週 | 下一届： 《消防员》         |
| 上一届： 《正体》       | 2024年日本週末票房冠軍 第49週    | 下一届： 《工作細胞》       |

### 評價
《海洋奇緣2》在评论汇总网站爛番茄上基於236篇評論，獲得影評新鮮度61%的正面評價，平均得分6.0／10，觀眾的新鮮度則達78%，平均得分4.1／5，該網站評論家的共識如下：「《海洋奇緣2》雖然在故事上略顯薄弱，但憑藉令人驚艷的動畫效果仍有不俗表現，作為一部色彩斑斕的冒險片依然令人愉悅。」Metacritic上，電影根據50位影評的打分而獲得58分（滿分100分），代表「好壞平均參雜的評價」。

## 備註
1. ↑  「Moana」直譯「莫阿娜」，在毛利語和夏威夷語中皆有「大海」的意思（尤指開放寬廣的海域）
2. ↑  在歐洲國家，「Moana」是被註冊過的品牌名稱，所以女主角名字和片名改為「Vaiana」。在義大利，因「Moana」跟成人片女星撞名，所以片名改為「Oceania」，在義大利語的意思為「大洋洲」。女主角名字與歐洲國家一致。「Vai」的意思是「水」，而「Moana」的意思是「海洋」，其含義最終是相同的。

## 外部連結
- 互联网电影数据库（IMDb）上《海洋奇緣2》的资料（英文）
- Metacritic上《海洋奇緣2》的資料（英文）
- Box Office Mojo上《海洋奇緣2》的资料（英文）
- 爛番茄上《海洋奇緣2》的資料（英文）
- AllMovie上《海洋奇緣2》的资料（英文）
- 開眼電影網上《海洋奇緣2》的資料（繁體中文）
- 豆瓣电影上《海洋奇緣2》的資料 （简体中文）